# 1881 en Lorraine
Chronologie de la Lorraine
- 1877
- 1878
- 1879
- 1880
- 1881
- 1882
- 1883
- 1884
- 1885

Cette page est une liste d'événements qui se sont produits durant l'année 1881 en Lorraine.

## Événements

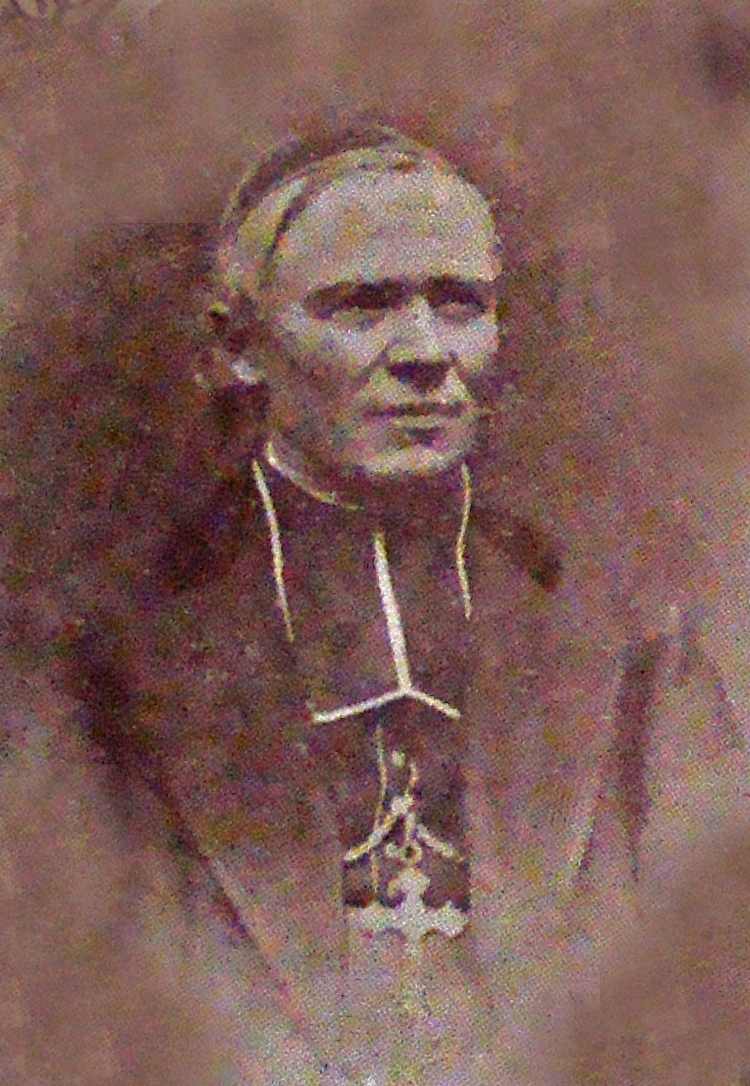
François-Louis Fleck en 1886

- la société Ougrée-Marihaye fonde la Société des hauts-fourneaux de la Chiers, à Longwy.
- Ouverture de la mine Burbach à Algrange[1].
- Les premières coulées d'acier Lorrain se font à l'usine d'Hayange[2].
- Construction de la Basilique du Bois-Chenu, initialement dédiée à Saint Michel[2].

- Sont élus députés de Meurthe-et-Moselle : Alfred Mézières;  Camille Viox, de 1881 à 1898, siégeant au groupe de l'Union républicaine;  Albert Berlet élu sénateur en 1883 remplacé par Théophile Nicolas Noblot;  Jules Duvaux et Joseph Petitbien.
- Sont élus députés de la Meuse : Jean Buvignier, député républicain de la Meuse de 1881 à 1894; Edmond Develle réélu;  Jules Develle;  Henri Liouville et Gabriel Royer.
- Sont élus députés des Vosges : Alfred Brugnot, député de 1881 à 1891, puis sénateur des Vosges de 1891 à 1903; il siège à gauche et se consacre aux questions juridiques et financières; Albert Ferry, député républicain des Vosges de 1881 à 1893; Jules Méline; Charles Ferry; Jules Ferry; Paul Frogier de Ponlevoy et Édouard Bresson.
- 28 juin : déclaration d'utilité publique[3] de la ligne n° 18, de « Revigny à Saint-Dizier » classée le 1879 (par le plan dit plan Freycinet) parmi 181 lignes de chemin de fer dans le réseau des chemins de fer d’intérêt général [4].
- 25 juillet : François-Louis (Franz-Ludwig) Fleck, est ordonné évêque; Il est le centième évêque de Metz de 1886 à 1899.
- 3 novembre : pose de la première pierre de la  Basilique du Bois-Chenu, devenue le monument national de la reconnaissance française à Jeanne d'Arc[5].

## Inscriptions ou classements aux titre des monuments historiques
- En Meuse : Porte Chaussée[6]
- En Moselle : Église de la Nativité-de-la-Bienheureuse-Vierge-Marie de Lemoncourt[7], Église Saint-Martin de Sillegny[8]

## Naissances

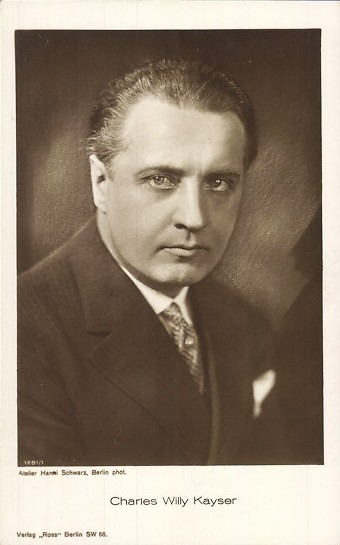
Charles Willy Kayser

- 3 janvier à Nancy : Marcel Georges Charles Petitmengin, botaniste français mort le 19 octobre 1908 (à 27 ans) à Malzéville.
- 12 janvier à Metz : Ernst Batzer (1881 - 1938), conservateur de musée et un auteur allemand[9]. Directeur du musée d'Offenbourg, il fut victime des persécutions nazies.
- 28 janvier à Metz : Charles Willy Kayser (décédé en 1942), acteur et un réalisateur allemand. Après des débuts au théâtre, il tourna dans plus d'une centaine de films de 1918 à 1941.
- 4 février à Saint-Avold : Hans Koch, pseudonyme Johannes Leonhardus (décédé le 1er mai 1952 à Düsseldorf), médecin et écrivain allemand[10].
- 21 février à Épinal : Marc Boegner, mort le 18 décembre 1970 à Paris, pasteur et théologien protestant, responsable d'Église et essayiste français.
- 23 février à Nancy : Pierre Roussel (décédé à Paris le 1er octobre 1945), épigraphiste et historien français, directeur de l'École française d'Athènes de 1925 à 1935.
- 25 février à Metz : Karl Hermann Scheumann (décédé le 28 avril 1964 à Bad Hersfeld), minéralogiste allemand du XXe siècle. Chercheur en minéralogie et pétrographie, il a laissé de nombreux ouvrages sur le sujet[11].
- 15 mars à Saint-Laurent (Vosges) : Saint-Just Péquart, mort à Montpellier le 11 septembre 1944, industriel, archéologue et préhistorien français. Il a partagé ses activités entre la Lorraine et divers chantiers de fouille, principalement en Bretagne et en Ariège. Il a également été un important collectionneur d'art, notamment de l'École de Nancy dont il fréquentait les artistes. À ce titre, il fut mécène de Jules Cayette et Jean Prouvé.
- 13 juin à Cumières-le-Mort-Homme : Georges Chenet, archéologue français spécialiste de l'Argonne qui a participé à des fouilles en Syrie.
- 30 juin à Metz : Sigmund von Imhoff (décédé en 1967), général allemand de la Seconde Guerre mondiale.
- 5 juillet à Metz : Minna Beckmann-Tube, décédée le 30 juillet 1964 à Gauting) est une peintre et chanteuse d'opéra allemande[12]. Minna Beckmann-Tube est surtout connu comme la première épouse du dessinateur et peintre Max Beckmann.
- 7 juillet à Nancy : Jacques Müntz, décédé à Paris (16e arrondissement) le 1er novembre 1972 (à 91 ans), polytechnicien arbitre international de rugby à XV.
- 30 juillet à Metz : Ernst Wendel[13] (décédé en 1938), architecte allemand. Il fut actif dans la première moitié du XXe siècle en Lorraine, en Rhénanie-Palatinat et en Hesse.
- 14 août à Bainville-sur-Madon : Victor Étienne Demogeo, mort le 8 mars 1970 dans la même ville, mécanicien et pilote automobile français.
- 16 septembre à Longwy en Meurthe-et-Moselle : Pierre Amidieu du Clos, mort le 30 août 1955 à Nice dans les Alpes-Maritimes, est un ingénieur et homme politique français.
- 7 octobre à Saint-Mihiel : Léon Millot, mort le 17 septembre 1960 à Saint-Pierre-des-Nids (Mayenne), homme politique français.
- 14 décembre à Metz : August Valentin Jäger (décédé le 23 octobre 1954 à Douanne[14]), peintre et illustrateur allemand[15]. Paysagiste, il a laissé des vues de Metz, Strasbourg, Berne et Zurich.
- 24 décembre à Thaon-les-Vosges : Noël Armand Fiessinger, mort le 15 janvier 1946 à Paris, médecin et physiologiste français.

## Décès
- 12 juillet, à Toul : Nicolas Husson, né le 11 mars 1814, passionné d'archéologie, de paléontologie et de géologie.
- 31 juillet à Ancerville (Meuse) : Louis Franchot, né le 16 septembre 1809 à Saint-Venant , fonctionnaire français des impôts, passé à la postérité pour ses recherches sur les moteurs à air chaud.
- 2 octobre à Briey (Meurthe-et-Moselle) : Jean-Pierre Delatte (1818-1881), général de brigade français de la IIIe république.
- 8 octobre à Lunéville : Charles Bour, né le 17 décembre 1814[16] à Lunéville , lithographe et dessinateur français.